# Canal Adalberto
Canal Adalberto är ett sund i Chile. Det ligger i den södra delen av landet, 1 700 km söder om huvudstaden Santiago de Chile.